# Eleccions municipals de 2019 a Alcover
Les eleccions municipals de 2019 a Alcover van ser unes eleccions locals que es van celebrar el diumenge 26 de maig de 2019 a Alcover, a l'Alt Camp, com a part de les eleccions municipals espanyoles. Es van triar els 13 regidors de l'Ajuntament d'Alcover.
La formació independent Alcoverencs pel Canvi va mantenir la majoria absoluta, amb uns resultats similars que les anteriors eleccions.

## Context
Amb un predomini incontestable des de 1999, el partit municipalista Alcoverencs pel Canvi ha estat l'actor principal en la política de la vila. En aquelles eleccions es va presentar en solitari. No obstant això, en les tres eleccions següents, les va concórrer en coalició amb el Partit dels Socialistes a través de la fórmula Progrés Municipal, assolint així la majoria absoluta.
De cara a les eleccions de 2015, ApC va optar per un canvi estratègic: per primer cop van canviar l'alcaldable i van decidir tornar a presentar-se en solitari. Aquesta decisió va agafar al PSC per sorpresa i el va deixar fora del joc electoral. Això va permetre els municipalistes revalidar la seva majoria absoluta.

## Sistema electoral
Les eleccions als ajuntaments de l'Estat espanyol estan fixades per celebrar-se el quart diumenge de maig cada quatre anys. El sistema electoral fa servir la regla D'Hondt amb representació proporcional, llistes tancades i una barrera electoral del 5% dels vots vàlids, que inclou els vots en blanc. La votació per a l'assemblea local es basa en el sufragi universal.
En les eleccions municipals, la circumscripció electoral és en l'àmbit municipal i el nombre d'escons (o sigui, regidors) a triar del municipi es determina en funció del nombre d'habitants censats en aquest. En el cas d'Alcover, l'hi corresponia 13 regidors.

## Candidatures
A principis de febrer, l'assemblea local de la CUP-AMUNT va escollir els seus tres principals candidats. L'assemblea de la formació municipalista ApC també va fer el mateix. En els dos casos, van revalidar els mateixos alcaldables que les darreres eleccions: Jaume Camps i Robert Figueras, respectivament.
El 30 d'abril del mateix any, la Junta Electoral de Zona de Valls va proclamar les cinc candidatures del municipi d'Alcover en el Butlletí Oficial de la Província de Tarragona.
1. Alcoverencs pel Canvi (A.p.C)
2. Candidatura d'Unitat Popular-Alternativa Municipalista (CUP-AMUNT)
3. Junts per Alcover (JUNTS)
4. Esquerra Republicana de Catalunya-Acord Municipal (ERC-AM)
5. Partit Popular (PP)

## Campanya electoral
En el primer dia de la campanya electoral, el divendres 10 de maig, els cinc candidats van participar en un debat electoral a Can Cosme Vidal.

## Jornada electoral

### Constitució de les meses
En aquell moment, Alcover tenia una població de 5.108 habitants, dels quals 3.709 persones van ser cridades a votar a una de les urnes de les 6 meses que es van constituir al municipi.

### Participació
La participació en aquestes eleccions va ser de 69,2%, el qual cosa implica que un total de 2.566 ciutadans del municipi van decidir exercir el seu dret a vot. Comparant aquesta participació amb la mitjana catalana, Alcover ha registrat una xifra més alta, situant-se en 4,4 punts percentuals per sobre.
A continuació, es presenta una taula amb els percentatges de participació registrats a diferents hores del dia de les eleccions:
| Hores              | Alcover       |
| ------------------ | ------------- |
| Participació (14h) | 38,2% ( 3,7%) |
| Participació (18h) | 53,9% ( 6,3%) |
| Participació (20h) | 69,2% ( 6,5%) |

## Resultats
La formació independent Alcoverencs pel Canvi va mantenir la majoria absoluta, amb uns resultats similars que les anteriors eleccions. El seu candidat, Robert Figueras Roca, va tornar a ser alcalde per segon cop. Figueras va prendre possessió en el plenari constituent celebrat el 15 de juny a la Casa de la Vila.